# Dezimal
Ein Dezimal, abgekürzt Dez., früher Decimal, abgekürzt Dec. war ein bayerisches Flächenmaß und umfasste 34,0727 m², nach anderen Angaben auch 34,08 m², das entspricht einem Hundertstel Tagwerk:
1 Tagwerk = 100 Dezimal = 40.000 Quadratfuß = 3407,27 m² (der
Fuß zu 0,291859 m)
Das Flächenmaß wurde mindestens noch bis 1958 (auch noch 1969/1970) in Notarurkunden und in Zeitungsartikeln in Bayern verwendet.